# Palicourea killipii
Palicourea killipii är en måreväxtart som beskrevs av Paul Carpenter Standley. Palicourea killipii ingår i släktet Palicourea och familjen måreväxter. Inga underarter finns listade i Catalogue of Life.